# Carvão vegetal
O carvão vegetal é um material obtido a partir da queima ou carbonização de madeira, após este processo a madeira resulta numa substância negra. No cotidiano o carvão vegetal é utilizado como combustível de aquecedores, lareiras, churrasqueiras e fogões a lenha, além de abastecer alguns setores industriais, como as siderúrgicas. O carvão também é usado na medicina, neste caso chamado de carvão ativado oriundo de determinadas madeiras de aspecto mole e não resinosas.

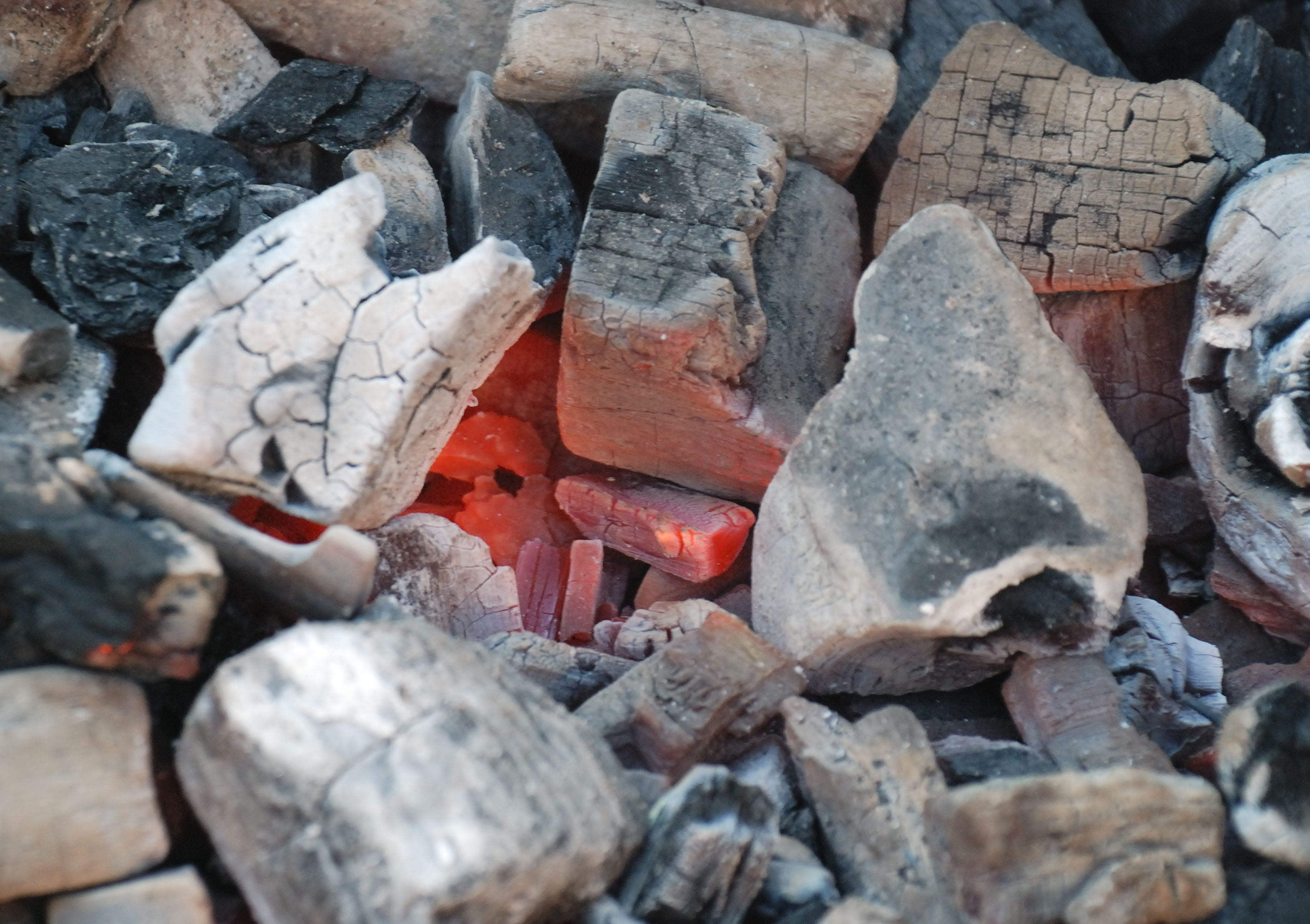
Carvão aceso

De acordo com a Pesquisa de Extração Vegetal e Silvicultura (IBGE, 2016), em 2015 a produção de carvão vegetal brasileira foi de 6 187 311 toneladas, das quais 87,1% provenientes da silvicultura e 12,9%, da extração vegetal. Os principais estados produtores de carvão vegetal oriundo do extrativismo foram Maranhão (229 318 toneladas), Piauí (154 855 toneladas), Bahia (102 994 toneladas), Mato Grosso do Sul (100 072 toneladas) e Tocantins (70 156 toneladas). Minas Gerais, principal estado produtor de carvão vegetal oriundo de plantação, contribuiu com 82,8% deste produto, seguido por Maranhão (9,8%) e Bahia (2,1%). Juntos, foram responsáveis por 94,7% do montante nacional. Da produção de carvão vegetal da silvicultura, 98,8% foi oriunda do plantio de eucalipto – Mato Grosso do Sul se destacou como o maior produtor de carvão vegetal de Pinus, e o Rio Grande do Sul, como o que mais utilizou outras espécies florestais para a produção de carvão.

## Carvão vegetal e sustentabilidade
O carvão vegetal é um combustível renovável e, quando proveniente de florestas plantadas, pode ser considerado menos poluente que outros combustíveis pois as emissões de Co² pela sua queima se anula ou diminui pela fixação de carbono das florestas plantadas. A maioria do carvão no Brasil, cerca de 80%, provém de florestas plantadas.
No entanto, a produção do carvão ainda é feita de maneira arcaica e emite muitos poluentes. Estudos estão sendo feitos para aumentar a eficiência da produção deste combustível e torná-la ambientalmente sustentável.
O sistema forno-fornalha, por exemplo é um mecanismo em que os gases poluentes da produção de carvão são queimados e o calor é usado para a secagem de madeira.  Além disso, o carvão tem uma menor quantidade de enxofre que outros combustíveis, por exemplo, o carvão mineral. A produção mundial de carvão vegetal em 2020 foi de 53 141 602 toneladas.

## Dez maiores produtores de carvão vegetal (em 2020)[4]
| Posição | País               | t         | % Mundial |
| ------- | ------------------ | --------- | --------- |
| 1       | Brasil             | 6,374,000 | 11,8%     |
| 2       | Nigéria            | 4,750,741 | 8,8%      |
| 3       | Etiópia            | 4,728,055 | 8,8%      |
| 4       | Rep. Dem. do Congo | 2,797,690 | 5%        |
| 5       | Gana               | 2,171,097 | 3,9%      |
| 6       | Tanzânia           | 2,150,576 | 3,9%      |
| 7       | Índia              | 1,881,938 | 3,3%      |
| 8       | China              | 1,610,123 | 3%        |
| 9       | Tailândia          | 1,535,384 | 2,8%      |
| 10      | Madagascar         | 1,504,682 | 2,8%      |